# 横沢彰
横沢 彰（よこさわ あきら、1961年 - ）は、日本の小説家、児童文学作家、中学校教諭（国語）。
日本児童文学者協会会員。「うまごやし」「サークル・拓」同人。全国児童文学同人誌連絡会「季節風」同人。
お笑い芸人・横澤夏子の父。

## 人物・来歴
新潟県糸魚川市出身。駒澤大学文学部卒業後、中学校教員となる。
1983年『まなざし』で第16回日本児童文学者協会新人賞受賞。

## 作品
- 『まなざし』（新日本出版社、新日本少年少女の文学 19）1982年12月
- 『地べたをけって飛びはねて 』（新日本出版社、新日本少年少女の文学 22）1984年1月
- 『いつか、きっと!』（新日本出版社、風の文学館）1999年3月
- 『ハミダシ組!』（新日本出版社） 2009年1月
- 『スウィング!』（童心社） 2011年11月
- 『ナイスキャッチ!』（新日本出版社） 2017年6月
- 『ナイスキャッチ! II』（新日本出版社） 2017年8月

### スマッシュ! 男子卓球部物語
- 『ふぁいと! 卓球部』（新日本出版社） 2011年4月
- 『どんまい! 卓球部』（新日本出版社） 2011年5月
- 『がんばっ! 卓球部』（新日本出版社） 2011年8月
- 『もえろっ! 卓球部』（新日本出版社） 2011年12月
- 『あこがれ卓球部!』（新日本出版社） 2012年3月
- 『ホップ、ステップ! 卓球部』（新日本出版社） 2013年9月
- 『ハートにプライド! 卓球部』（新日本出版社） 2013年12月
- 『あしたへジャンプ! 卓球部』（新日本出版社） 2014年3月
- 『青春! 卓球部』（新日本出版社） 2020年8月
- 『純情! 卓球部』（新日本出版社） 2020年12月
- 『対決! 卓球部』（新日本出版社） 2021年3月
- 『卒業! 卓球部』（新日本出版社） 2022年2月